# 帆鰭花鱂
帆鰭花鱂（學名：Poecilia velifera）為輻鰭魚綱鯉齒目鯉齒亞目花鳉科的其中一種，又可稱為猶加敦茉莉、尤卡坦茉莉，分布於中美洲墨西哥猶加敦半島-Quintana Roo及Usumacinta-Laguna de Términos的淡水、半淡鹹水流域、沿岸地帶。

## 特徵
具有明顯的性別二態性，雄魚的背鰭整個豎直展開呈現扇狀或梯形狀，背鰭擁有近20條鰭條，背鰭的寬度略大於尾鰭的寬度且背鰭上邊緣的長度是大於背鰭下邊緣的長度，比茉莉花鱂（Poecilia latipinna）的雄魚有更大和更高的帆鰭及體型，雄魚體長範圍約10～15公分(4英吋～6英吋)，雌魚體長範圍約10～20公分(4英吋～7.9英吋)，雄魚的臀鰭呈棒狀結構，但人工養殖的體型大小只能長到與茉莉花鱂差不多的體型，無法長到野生的大尺寸，屬雜食性，以昆蟲、蠕蟲、甲殼類、植物等為食，可作為觀賞魚，但是純種的帆鰭花鱂是非常少見的，市面上居多是帆鰭花鱂與茉莉花鱂（P. latipinna）的雜交個體，與黑花鱂（Poecilia sphenops）也易雜交，而且帆鰭花鱂與茉莉花鱂及黑花鱂雜交出的後代是可育的，唯獨與親近的孔雀魚（Poecilia reticulata）雜交出的個體總是是不育的雄魚佔據多數。

## 擴展閱讀
維基物種上的相關：帆鰭花鱂